# Didonica
Didonica é um género botânico pertencente à família Ericaceae.